# Monastère de la Dormition de Sviatogorsk
Pour les articles homonymes, voir Église de la Dormition et Église de la Trinité.
Le monastère de la Dormition de Sviatogorsk  en ukrainien : Святогорський Успенський Зимненський ставропігійний монастир est un bâtiment classé de la ville de Zymne, du raïon de Volodymyr en Ukraine.
C'est une stavropégie qui est située sur une hauteur, la montagne sacrée surplombant la rivière Louha et a une partie souterraine.

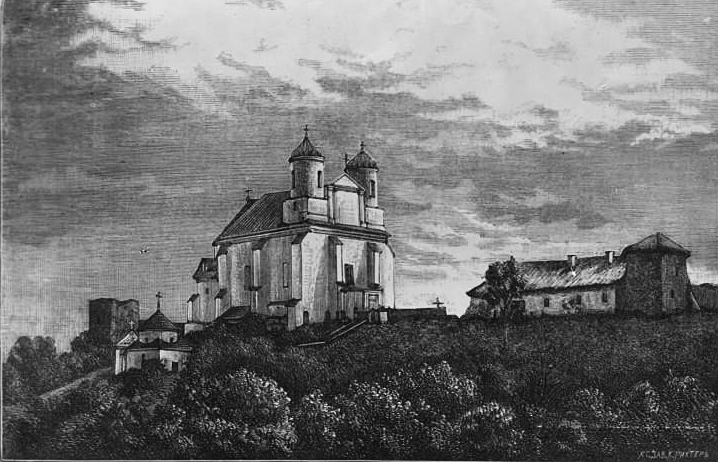
Le monastère en 1888.
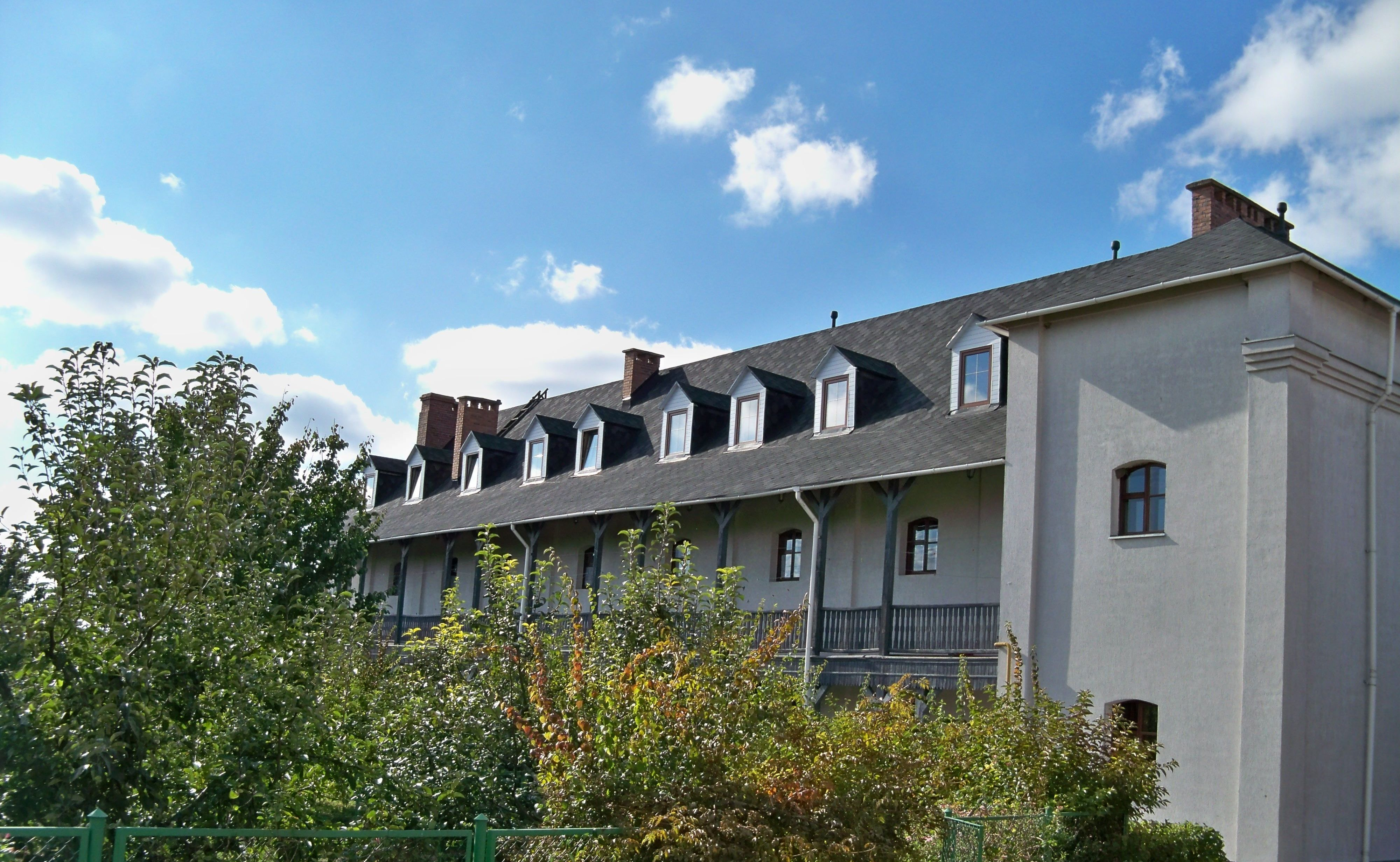
Son école classé[2].
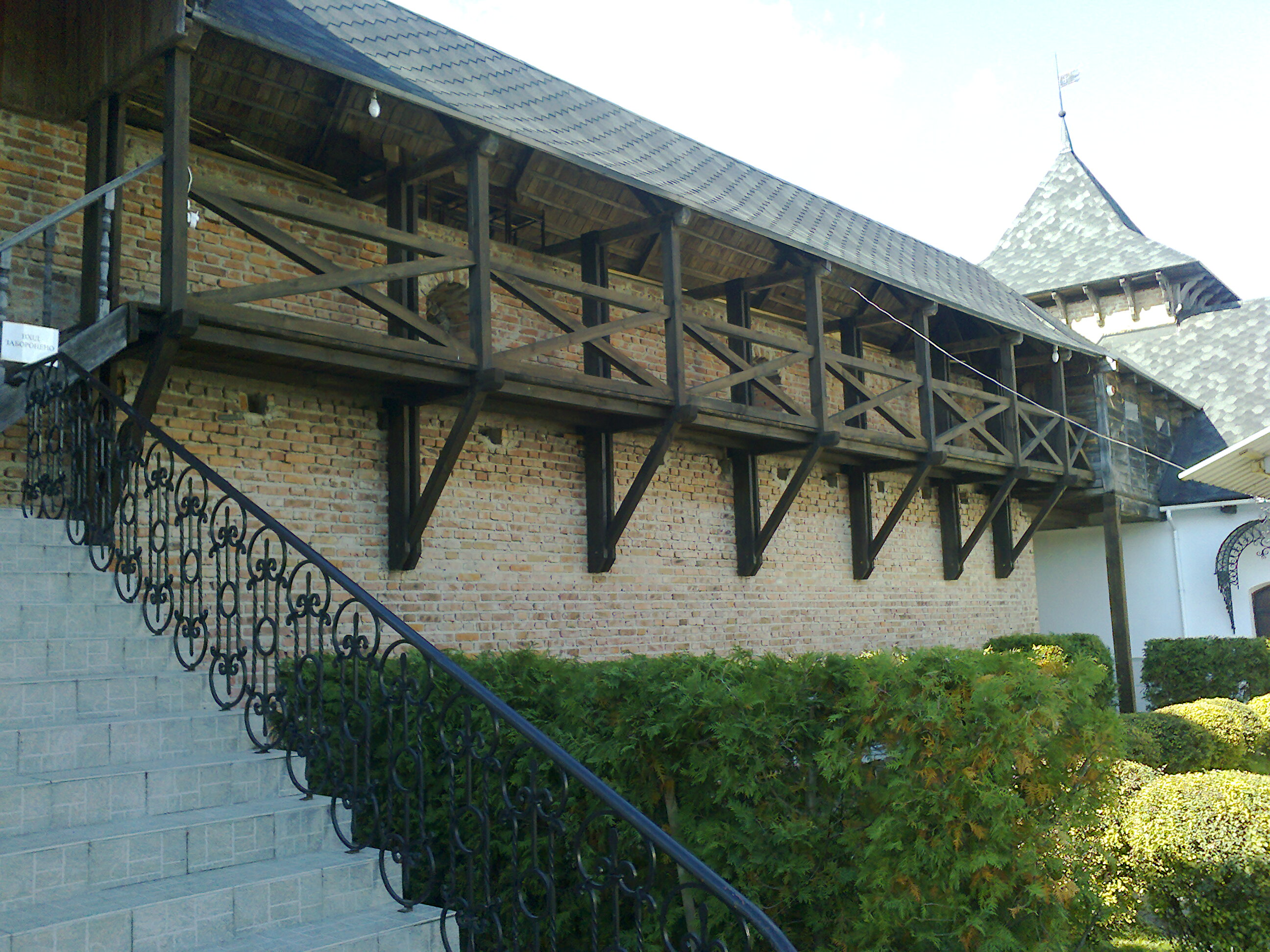
Son mur d'enceinte  classé[3].
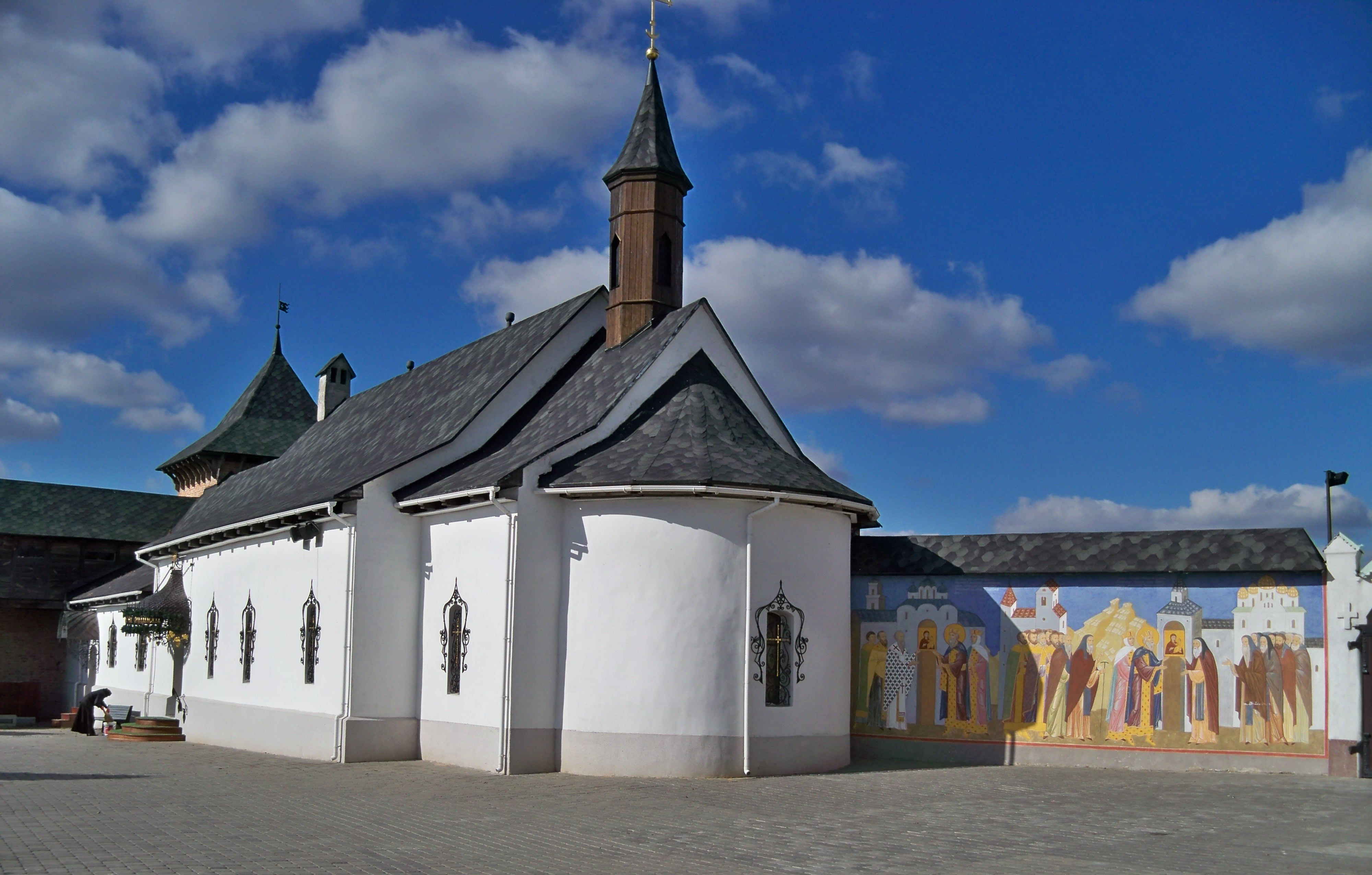
L'église ste-Julie classée[4].
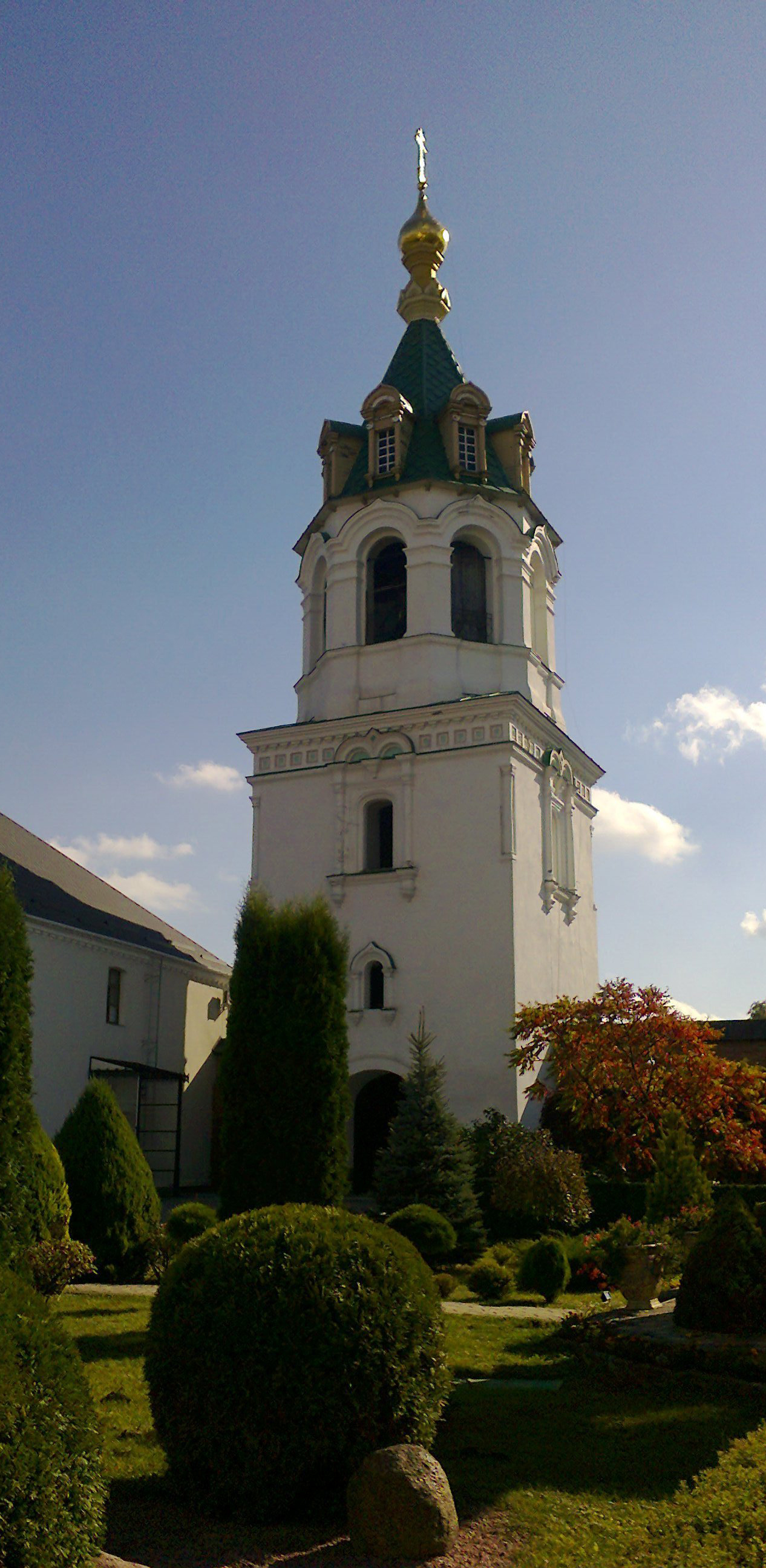
son clocher classé[5].

## Notes et références

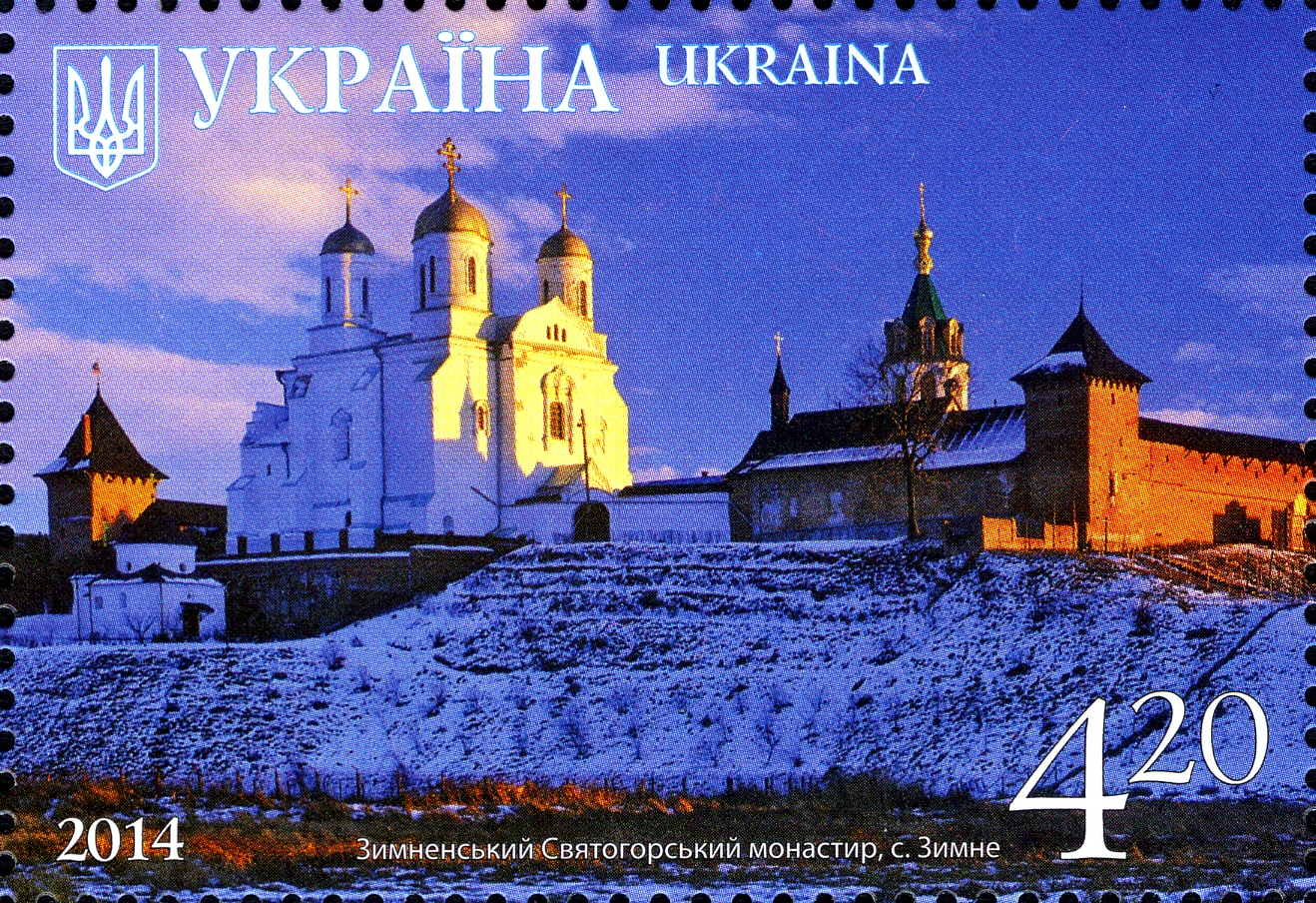
Sur un timbre ukrainien de 2014.

## L'église de la Trinité

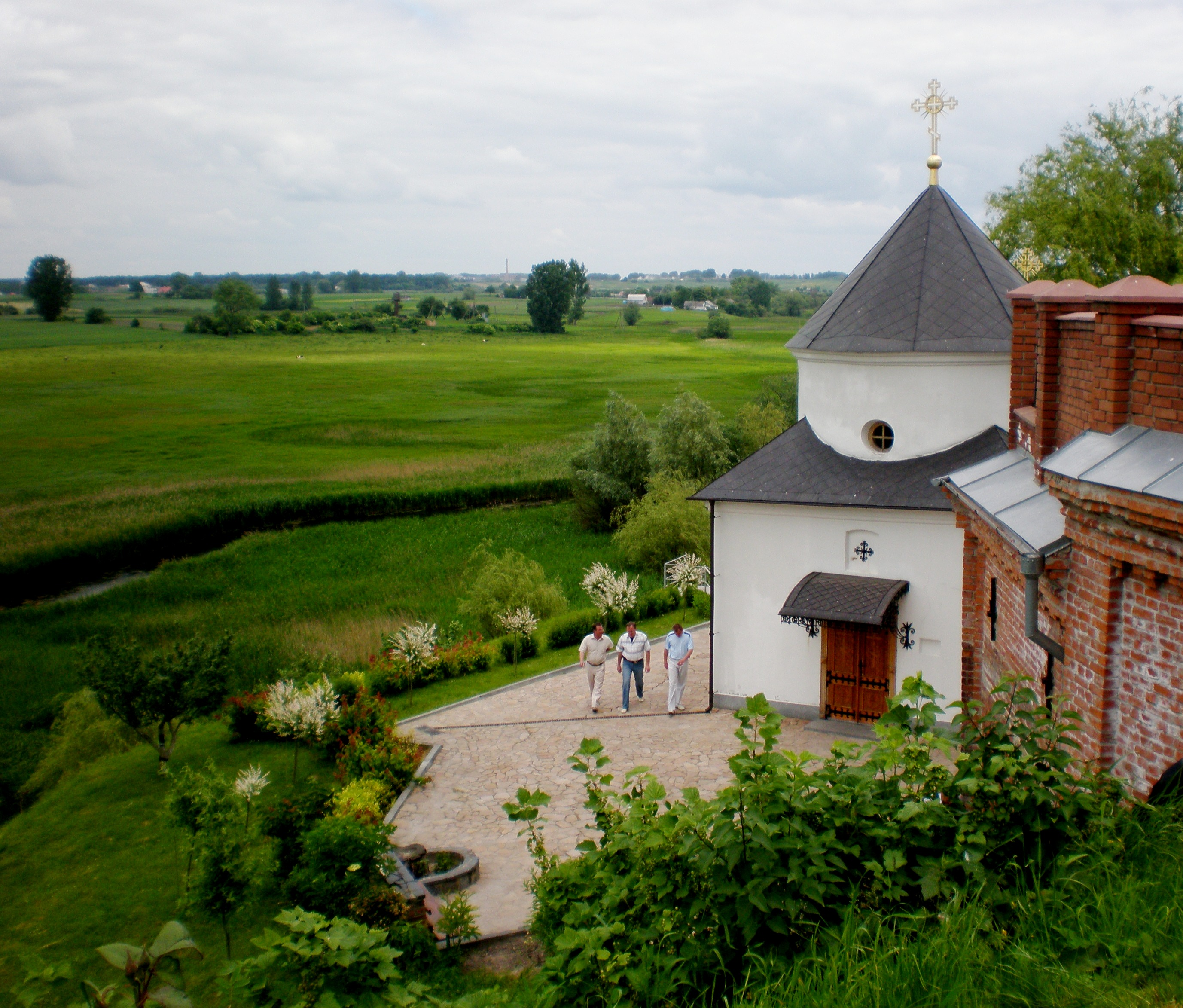
L'église classée
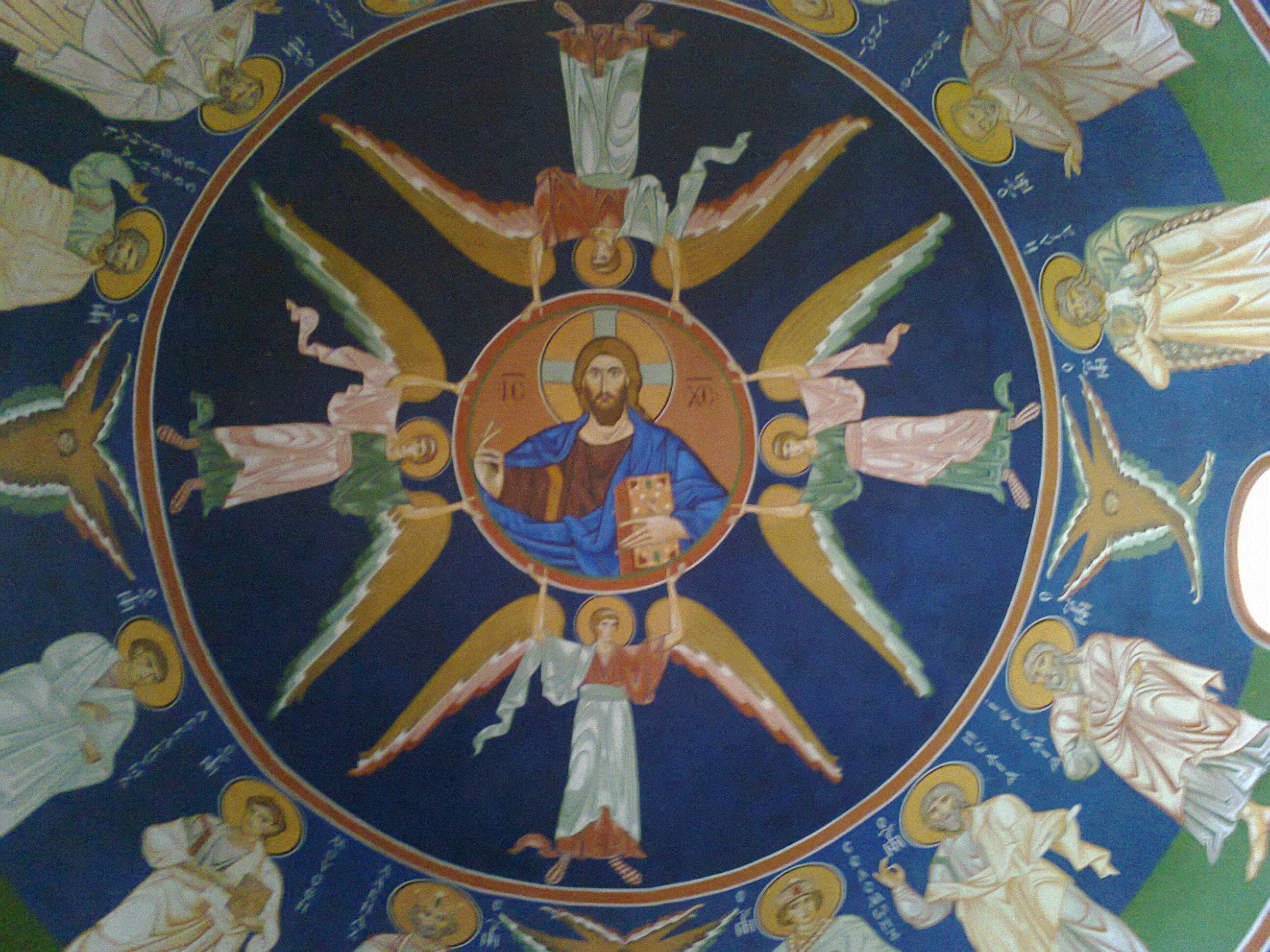
l'intérieur,
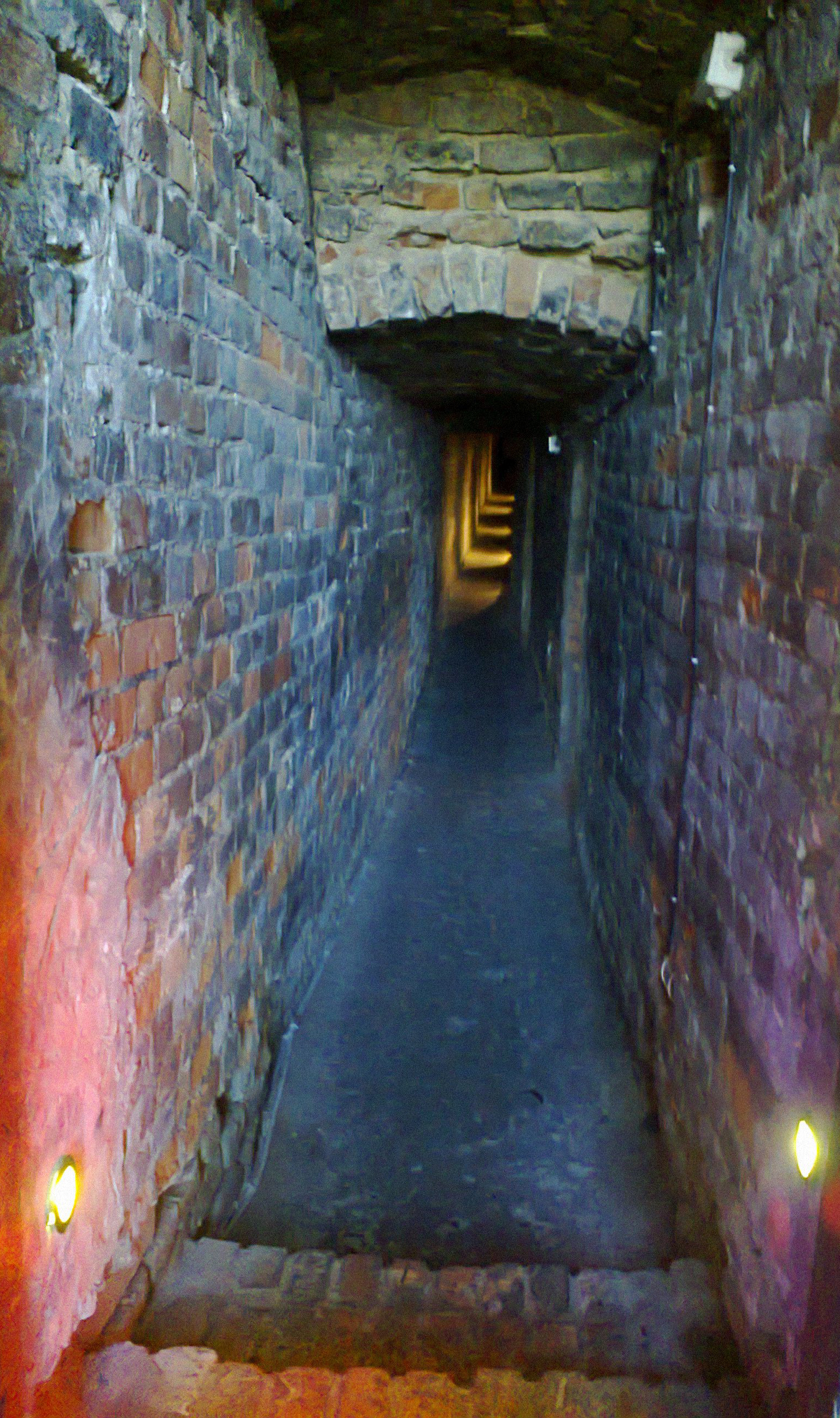
souterrain.

## L'église de la Dormition

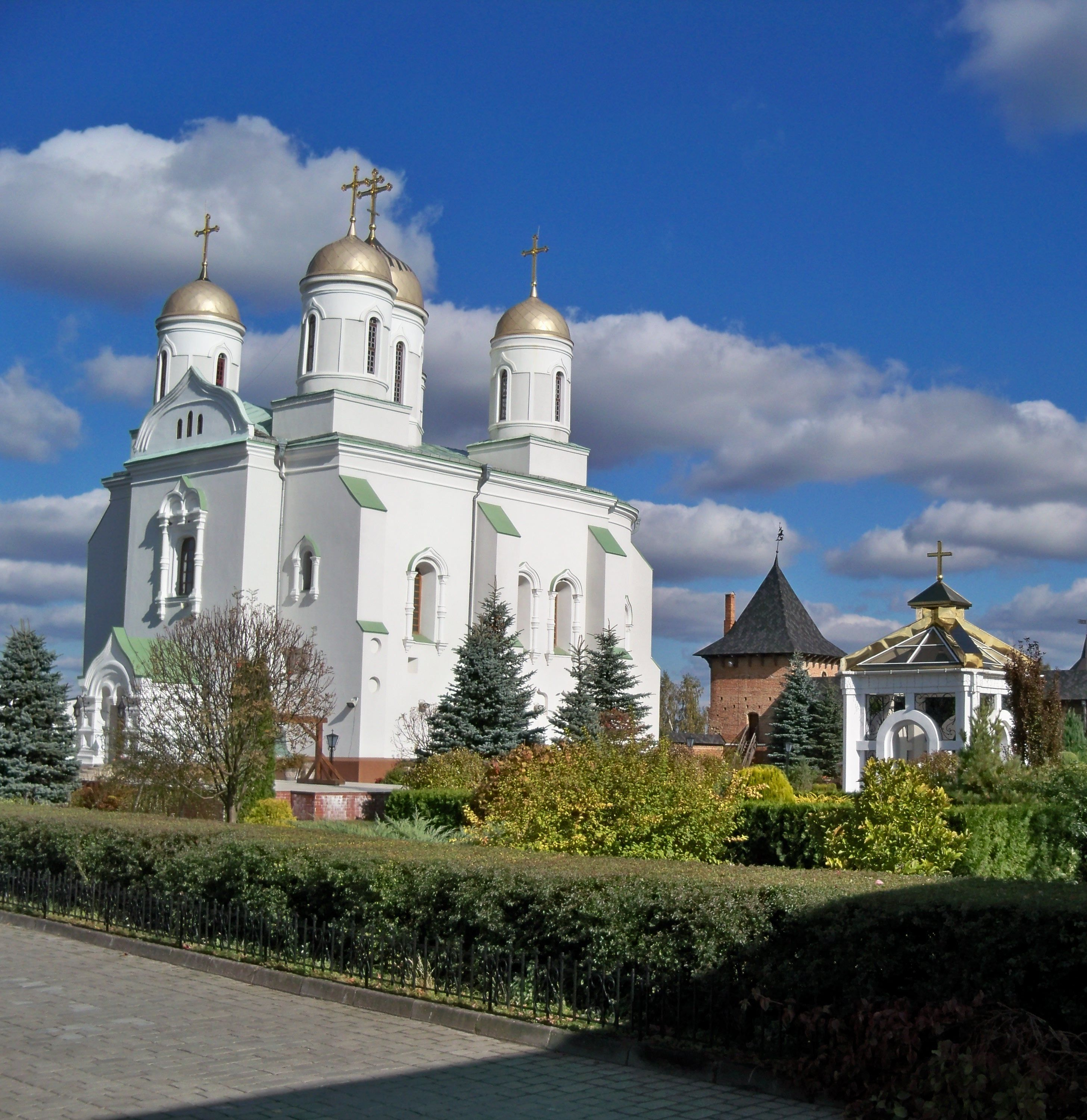
L'église classée
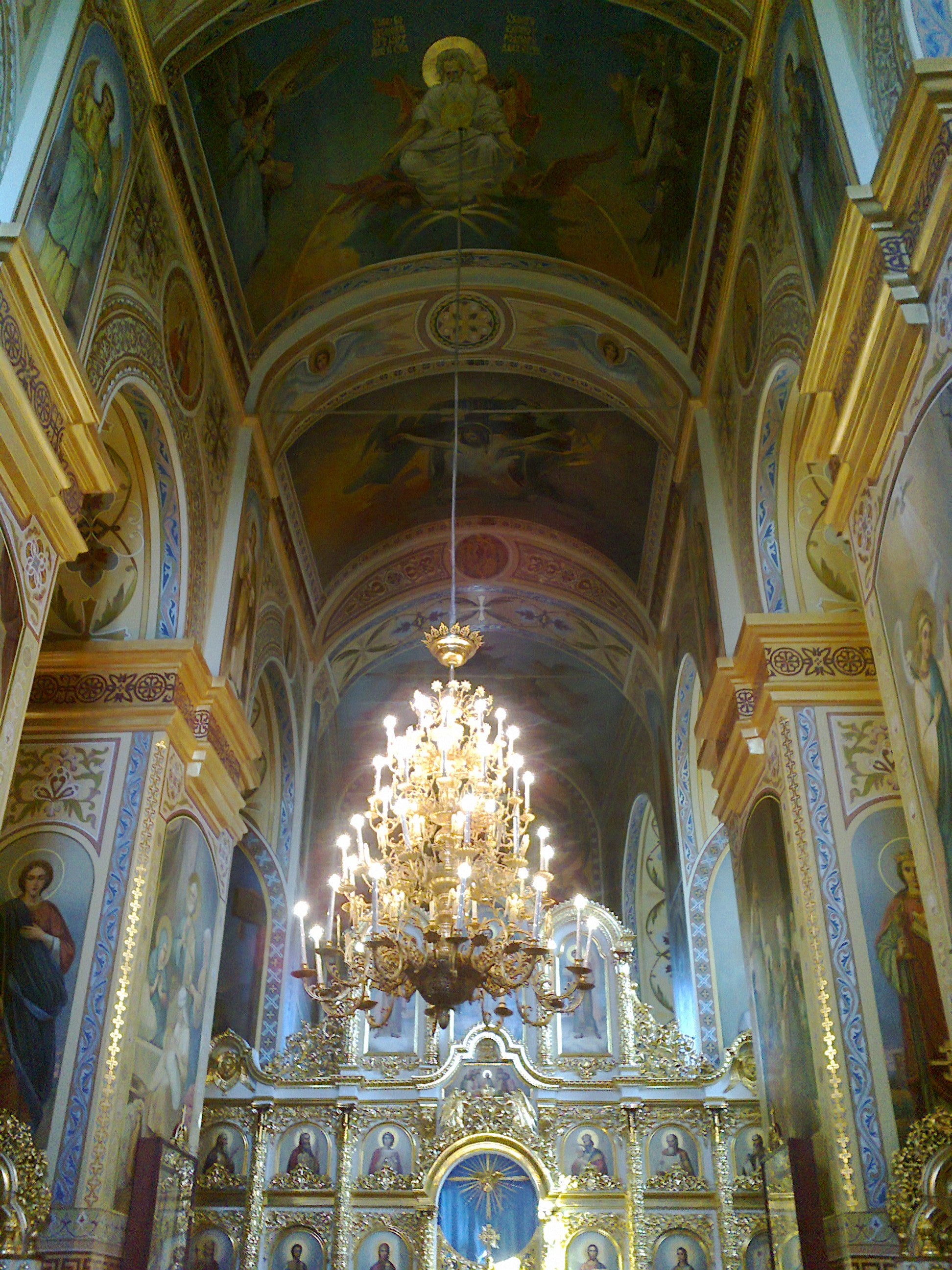
son iconostase,
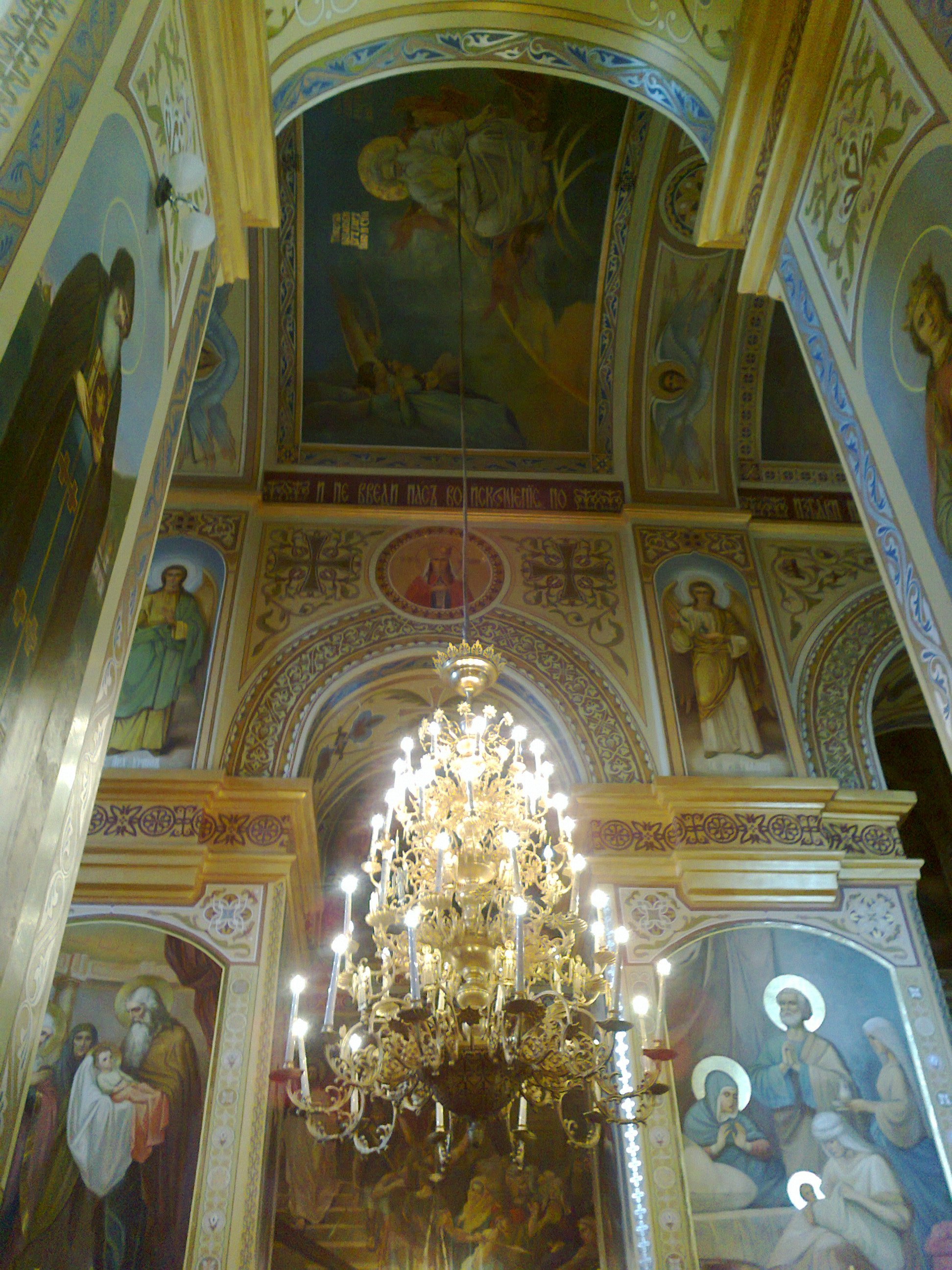
sa voûte.